# Заводская (протока)
Заводская — протока в России, протекает по территории Гирвасского сельского поселения Кондопожского района Республики Карелии. Длина реки — 0,2 км, площадь водосборного бассейна — 6320 км².

## Общие сведения
Протока вытекает из Кримозера на высоте 70,1 м над уровнем моря.
Впадает в Хижозеро, из которого берёт начало река Тивдия, впадающая в озеро Сандал, из которого берёт начало река Сандалка, приток реки Суны.
Код объекта в государственном водном реестре — 01040100212002000014877.

## Фотография
|  |